# 제18회 대한민국국제청소년영화제
제18회 대한민국국제청소년영화제는 2018년 11월 27일에 열린 시상식이다.

## 수상 및 후보

### 종합대상
- 안개 낀 도시 - 김형철 수상

### 단체상 - 대상
- 그 여름의 끝 - 이솔희 수상
- 이 순간을 믿을게 - 엄예진 수상
- 어제의 내일, 내일의 어제 - 이건호 수상
- 꿈이 자라는 대운라디오 - 엄나영 수상

### 단체상 - 금상
- 우유 드링크 러브 - 김용승 수상
- 제노비스 신드롬 - 김해인 수상
- 소원을 말해봐 - 김예영 외 2명 수상
- 산성용액 - 서주하 수상

### 단체상 - 은상
- 7318 한용철 - 윤소영 수상
- 시험 보는 날 - 정유리 수상
- [[0化[영화]: 여리고 어린 꽃]] - 박준서 수상
- 칼을 든 여자 - 문서영 수상
- 나빌레라 - 이석민 수상

### 단체상 - 동상
- 미안해하지 않았으면 좋겠어 - 이다연 수상
- 경옥씨의 청춘 - 김선국 수상
- 빙글빙글 - 전선민 수상
- 어른 - 이지은 수상
- Post-it - 배은채 수상
- Fine - 홍채은 수상
- 우리의 여름 - 영화제작부 수상
- 엘레베이터의 그녀 - 김연수 수상

### 단체상 - 장려상
- 베란다 - 손지수 수상
- 고래가 사는 집 - 한수현 수상
- 불온 - 김동식 수상
- 아라리요 - 강해용 수상
- 휴지전쟁 - 이유화 수상
- 오늘이 날이다 - 윤예진 수상
- 상처 - 이기연 수상
- 우리들은 누구나 - 윤영광 외 1명 수상
- 두 친구 - 이요진 수상
- 2018.7월 매안뉴스 - 김수민 수상
- 테러범 - 김유민 수상
- 우리가 달에 간다면 - 김지우 수상

### 작품상 - 입선
- 달토끼가 알려주는 달이야기 - 김나희 수상
- 수상한 전학생 - 곽민선 수상
- 팔찌 귀신:인간이 되고 싶은 자 - 이유진 수상
- 나랑 한판 붙자 - 양성현 수상
- 어린 시절 - 정연지 수상
- 우산의 여행 - 박소현 수상
- 전학생 - 윤서현 수상
- 안보이는데요 - 주보민 수상
- 치킨목걸이 - 김정회 외 6명 수상
- 영상을 만들기 위해 - 장민서 수상
- 아름다운 침체 - 이종하 수상
- 다큐,답하다 - 홍지영 수상
- 소화 - 강나예 수상
- 미르전 - 서수민 수상
- 쉘 위 - 나예빈 외 3명 수상
- 위대한 거장은 다르다 : 스티븐 스필버그 - 김정수 수상
- 대환장파티 - 허준 수상
- 쇼 유어 컬러 - 추백동 수상
- Speakeasy - 최연아 수상
- 기차를 다시 움직일 때야 - 서현주 수상
- 버니 오디세이 - 윤태랑 수상
- 어야가자 - 양혜민 수상
- 욜로 레이디 : 우주 방랑자 - 김도연 수상
- 오늘 밤 내가 꾸고 싶은 꿈은 - 이종우 수상
- 감시 - 유가현 수상
- 카르페디엠 - 강해용 수상
- 학교, 다녀왔습니다 - 이채현 수상
- 비밀 - 정호은 수상
- 캐치볼 - 정호은 수상
- 사회탐구영역 - 박희연 수상
- 사랑이 맞을까? - 김가현 수상
- 인형탈 - 현수민 수상
- 겟 잇 뷰티 - 이예승 수상
- 수연 - 임시연 수상
- 나의 집 - 임시연 수상
- 짝사랑 - 김정훈 수상
- 재능 - 김제헌 수상
- 호피무늬 - 오세영 수상
- 을 - 심승준 수상
- 오늘도 형제는 평화롭다 - 서지운 수상
- 로또 - 계유진 수상
- 형, - 남궁은수 수상
- 나의 가을에게 - 원예진 수상
- 새벽에 - 남상훈 수상
- 사이좋게 지내자 - 윤예진 수상
- 봄이 오기까지 - 김상윤 수상
- 가을이 오면 - 안보미 수상
- 크레파스 - 배은채 수상
- 바람 - 이예승 수상
- 우리 헤어졌나요? - 송년호 수상
- 2학년 김해인 - 김해인 수상
- 파리를 잡는 방법 - 최지민 수상
- 근주자적 - 최윤솔 수상
- 은밀하게 위대하게 - 홍은솔 수상
- 한계 - 권소윤 수상
- S라인 - 유민 수상
- 오늘은 소나기가 오겠습니다 - 박규은 수상
- 춘식의 성기 - 이유나 수상
- 결정장애 - 권예은 수상
- 쉬는시간 - 김민재 수상
- 다잉빈센트 - 이진주 수상
- 휴가 - 이동훈 수상
- 뽑기 - 심규택 수상
- 나빌레라 - 이석민 수상
- 딩동 - 정태회 수상
- 다큐멘터리 - 서우빈 수상
- 착한 사람은 거짓말 하지 않는다 - 조중건 수상
- 핑크페미 - 남아름 수상
- 예술가들의 몽롱한 그 밤 - 염민정 수상
- 다시 무대 위 - 김선국 수상
- 연두색 랩소디 - 이성훈 수상
- 철원에서 - 김혜정 수상
- 경수와 파란요정 - 김선국 수상
- 그 남자가 거기 있었다 - 강대호 수상
- 기찻길 옆 오막살이 - 정효린 수상

### 특별상 - 청년부문대상
- 성장통 - 피게이레도 후이 수상

### 최우수 연출상
- 안개 낀 도시 - 김형철 수상

### 우수 연출상
- 이 순간을 믿을게 - 엄예진 수상

### 최우수 연기상
- 소원을 말해봐 - 성환 수상
- 그 여름의 끝 - 김자영 수상

### 우수 연기상
- 엘레베이터의 그녀 - 김윤성 수상
- 시험보는 날 - 김하은 수상

### 최우수 조명상
- 이순간을 믿을게 - 서지운 외 2명 수상

### 우수 조명상
- 안개 낀 도시 - 표용수 수상

### 최우수 기획상
- 안개 낀 도시 - 방서원 수상

### 우수 기획상
- 다큐, 답하다 - 정소담 외 1명 수상

### 최우수 기술상
- 아름다운 침체 - 이종하 수상

### 우수 기술상
- 꿈이 자라는 대운 라디오 - 이승준 수상

### 최우수 촬영상
- [[0化[영화]: 여리고 어린 꽃]] - 박준서 수상

### 우수 촬영상
- 가을이 오면 - 안보미 수상

### 최우수 음악상
- 안개 낀 도시 - 김대인 수상

### 우수 음악상
- 휴지전쟁 - 백소윤 수상

### 최우수 각본상
- 이순간을 믿을게 - 엄예진 수상

### 우수 각본상
- fine - 김미유 수상

### 특별상 - 금상
- 추억대출 - 김준수 수상

### 특별상 - 은상
- 나빌레라 - 이석민 수상

### 특별상 - 동상
- 팔찌 귀신:인간이 되고 싶은 자 - 이유진 수상

### 네티즌상 - 금상
- 사랑이 맞을까? - 김가현 수상

### 네티즌상 - 은상
- 팔찌 귀신:인간이 되고 싶은 자 - 이유진 수상

### 네티즌상 - 동상
- 기찻길 옆 오막살이 - 정효린 수상

### 일반심사단 특별상 - 금상
- 나의 집 - 임시연 수상

### 일반심사단 특별상 - 은상
- 착한 사람은 거짓말 하지 않는다 - 조중건 수상

### 일반심사단 특별상 - 동상
- [[0化[영화]: 여리고 어린 꽃]] - 박준서 수상

### 초등부
- 달토끼가 알려주는 달이야기 - 김나희
- 수상한 전학생 - 곽민선
- 우리가 달에 간다면 - 김지우
- 팔찌 귀신 : 인간이 되고 싶은 자 - 이유진
- 나랑 한판 붙자 - 양성현
- 칼을 든 여자 - 문서영
- 엘레베이터의 그녀 - 김연수
- 어린 시절 - 정연지
- 우산의 여행 - 박소현
- 전학생 - 윤서현
- 안보이는데요 - 주보민
- 꿈이 자라는 대운라디오 - 엄나영
- 치킨목걸이 - 김정희 외 6명
- 산성용액 - 서주하
- 우리의 여름 - 영화제작부
- 테러범 - 김유민
- 2018.7월 매안뉴스 - 김수민

### 중등부
- 소원을 말해봐 - 김예영 외 2명
- [[0化[영화]: 여리고 어린 꽃]] - 박준서
- 영상을 만들기 위해 - 장민서
- 상처 - 이기연
- 아름다운 침체 - 이종하
- 어제의 내일, 내일의 어제 - 이건호
- Post-it - 배은채
- 우리들은 누구나(We are) - 윤영광 외 1명
- 두친구 - 이요진
- 다큐 답하다 - 홍지영
- Fine - 홍채은

### 고등부
- 소화 - 강나예
- 미르전 - 서수민
- 쉘 위 - 나예빈 외 3명
- 위대한 거장은 다르다 : 스티븐 스필버그 - 김정수
- 대환장파티 - 허준
- 시험 보는 날 - 정유리
- 쇼 유어 컬러 - 추백동
- Speakeasy - 최연아
- 기차를 다시 움직일 때야 - 서현주
- 버니 오디세이 - 윤태랑
- 어야가자 - 양혜민
- 욜로 레이디 : 우주 방랑자 - 김도연
- 오늘 밤 내가 꾸고 싶은 꿈은 - 이종우
- 어른 - 이지은
- 감시 - 유가현
- 아라리요 - 강해용
- 카르페디엠 - 강해용
- 이순간을 믿을게 - 엄예진
- 학교, 다녀왔습니다 - 이채현
- 비밀 - 정호은
- 캐치볼 - 정호은
- 사회탐구영역 - 박희연
- 사랑이 맞을까? - 김가현
- 인형탈 - 현수민
- 겟 잇 뷰티 - 이예승
- 수연 - 임시연
- 나의 집 - 임시연
- 짝사랑 - 김정훈
- 재능 - 김제헌
- 호피무늬 - 오세영
- 을 - 심승준
- 오늘도 형제는 평화롭다 - 서지운
- 로또 - 계유진
- 형, - 남궁은수
- 나의 가을에게 - 원예진
- 오늘이 날이다 - 윤예진
- 제노비스 신드롬 - 김해인
- 새벽에 - 남상훈
- 사이좋게 지내자 - 윤예진
- 봄이 오기까지 - 김상윤
- 가을이 오면 - 안보미
- 크레파스 - 배은채
- 바람 - 이예승
- 우리 헤어졌나요? - 송년호
- 2학년 김해인 - 김해인
- 파리를 잡는 방법 - 최지민
- 근주자적 - 최윤솔
- 빙글빙글 - 전선민
- 안개 낀 도시 - 김형철
- 은밀하게 위대하게 - 홍은솔
- 한계 - 권소윤
- 휴지전쟁 - 이유화
- S라인 - 유민
- 오늘은 소나기가 오겠습니다 - 박규은
- 춘식의 성기 - 이유나
- 결정장애 - 권예은
- 쉬는시간 - 김민재

### 대학부
- 고래가 사는 집 - 한수현
- 미안해하지 않았으면 좋겠어 - 이다연
- 그 여름의 끝 - 이솔희
- 다잉빈센트 - 이진주
- 휴가 - 이동훈
- 뽑기 - 심규택
- 나빌레라 - 이석민
- 딩동 - 정태회
- 다큐멘터리 - 서우빈
- 7318 한용철 - 윤소영
- 착한 사람은 거짓말 하지 않는다 - 조중건
- 핑크페미 - 남아름
- 우유 드링크 러브 - 김용승
- 연두색 랩소디 - 이성훈
- 철원에서 - 김혜정
- 경옥씨의 청춘 - 김선국
- 경수와 파란요정 - 김선국
- 그 남자가 거기 있었다 - 강대호
- 불온 - 김동식
- 베란다 - 손지수
- 기찻길 옆 오막살이 - 정효린
- 예술가들의 몽롱한 그 밤 - 염민정
- 다시, 무대 위 : 모노로그 - 김선국